# Ayuntamiento de Beas de Segura
El Ayuntamiento de Beas de Segura es la institución municipal que gobierna el municipio andaluz de Beas de Segura, en la provincia de Jaén (España).

## Alcaldes
El consistorio está presidido por el alcalde de Beas de Segura, que desde 1979 es elegido democráticamente por sufragio universal. 
| Periodo   | Nombre                      | Partido                                  |
| --------- | --------------------------- | ---------------------------------------- |
| 1979-1983 | Cristóbal Cantero Gomera    | Partido Socialista Obrero Español (PSOE) |
| 1983-1987 | Antonio Pelayo Barón        | Partido Socialista Obrero Español (PSOE) |
| 1987-1991 | Cristóbal Cantero Gomera    | Partido Socialista Obrero Español (PSOE) |
| 1991-1995 | César Ceres Frías           | Partido Popular (PP)                     |
| 1995-1999 | José Munuera Rodríguez      | Partido Socialista Obrero Español (PSOE) |
| 1999-2003 | José Munuera Rodríguez      | Partido Socialista Obrero Español (PSOE) |
| 2003-2007 | Lope Morales Arias          | Partido Popular (PP)                     |
| 2007-2011 | Sebastián Molina Herrera    | Partido Socialista Obrero Español (PSOE) |
| 2011-2015 | Sebastián Molina Herrera    | Partido Socialista Obrero Español (PSOE) |
| 2015-2019 | Sebastián Molina Herrera    | Partido Socialista Obrero Español (PSOE) |
| 2019-2023 | José Alberto Rodríguez Cano | Partido Socialista Obrero Español (PSOE) |
| 2023-act. | José Alberto Rodríguez Cano | Partido Socialista Obrero Español (PSOE) |

## Pleno
| Partido político | Partido político                                       | 1979   | 1983   | 1987   | 1991   | 1995   | 1999   | 2003   | 2007   | 2011   | 2015   | 2019   | 2023   |
| Partido político | Partido político                                       | Ediles | Ediles | Ediles | Ediles | Ediles | Ediles | Ediles | Ediles | Ediles | Ediles | Ediles | Ediles |
|                  | Partido Socialista Obrero Español (PSOE)               | 7      | 9      | 7      | 5      | 6      | 6      | 5      | 7      | 8      | 8      | 10     | 9      |
|                  | Partido Popular (PP)-Alianza Popular (AP)              | 0      | 4      | 4      | 6      | 5      | 6      | 7      | 6      | 5      | 5      | 2      | 2      |
|                  | Vox                                                    | —      | —      | —      | —      | —      | —      | —      | —      | —      | —      | 1      | 2      |
|                  | Izquierda Unida (IU)-Partido Comunista de España (PCE) | 2      | 0      | 0      | 0      | 0      | 1      | 1      | 0      | 0      | —      | —      | —      |
|                  | Agrupación Electoral Arroyo del Ojanco (AEPSA)         | —      | —      | —      | 2      | 2      | 2      | —      | —      | —      | —      | —      | —      |
|                  | Solución Independiente (SI)                            | —      | —      | 3      | —      | —      | —      | —      | —      | —      | —      | —      | —      |
|                  | Union de Centro Democrático (UCD)                      | 8      | —      | —      | —      | —      | —      | —      | —      | —      | —      | —      | —      |

## Concejales
Al consistorio de Beas de Segura le corresponde 13 concejales, por estar dentro de la escala de 5001 a 10 000 habitantes, según establece El art. 179 de la Ley Orgánica 5/1985, de 19 de junio, del Régimen General Electoral. 

## Concejalías
El ayuntamiento realiza su labor de gobierno a través de las distingas áreas o concejalías, las cuales y cada una de ellas se ocupa de un determinado campo de actuación. Las concejalías son las siguientes:
- Cultura
- Anejos
- Comercio y Turismo
- Deportes y Juventud
- Educación, Sanidad y Consumo
- Festejos
- Hacienda, Patrimonio y Especial de Cuentas
- Igualdad, Bienestar social y Desarrollo
- Medio Ambiente y Seguridad Ciudadana
- Participación Ciudadana
- Recursos Humanos
- Servicios, Agricultura y Polígono industrial
- Urbanismo

## Comisiones municipales
Las Comisiones Informativas municipales permanentes son órganos sin atribuciones que tienen las funciones de emitir dictamen, informe o consulta de los asuntos que sean sometidos a la decisión del Pleno, o de la Junta Local, actuando con competencias delegadas por el Pleno y de los asuntos de la competencia propia de la Junta Local de Gobierno y del alcalde, que les sean sometidos a su conocimiento. Control de la gestión del alcalde, la Junta Local de Gobierno y los concejales que tengan delegaciones en materia a las Comisiones Informativas.
Las resoluciones de las Comisiones Informativas tienen carácter preceptivo, salvo urgencia, y no vinculante. Siendo todas presididas por el alcalde.

## Servicios
En cuanto a los diferentes servicios que ofrecen cada una de las concejalías, cabe destacar las siguientes:
- Red de rehabilitación concertada
- Centros de información a la mujer, juvenil, al menor, al trabajador temporero, al inmigrante
- Centro de mayores
- Centros de día y centros sociales
- Oficina de Gestión y Recaudación municipal
- Plan de Desarrollo local y urbano
- Servicio Municipal de Aguas (Aqualia)
- Servicios sociales municipales
- Taller de teatro
- Escuela taller
- Centro ocupacional
- Unión Territorial de Empleo y Desarrollo Local
- Guardería infantil municipal
- Hogar del jubilado

## Resultados electorales
| Partido político                         | 2023  | 2023  | 2023       | 2019  | 2019  | 2019       | 2015  | 2015  | 2015       | 2011  | 2011  | 2011       | 2007  | 2007  | 2007       | 2003  | 2003  | 2003       |
| Partido político                         | %     | Votos | Concejales | %     | Votos | Concejales | %     | Votos | Concejales | %     | Votos | Concejales | %     | Votos | Concejales | %     | Votos | Concejales |
| Partido Socialista Obrero Español (PSOE) | 65,55 | 1873  | 9          | 74,70 | 1964  | 10         | 59,97 | 1780  | 8          | 55,07 | 1845  | 8          | 53,01 | 1780  | 7          | 36,61 | 1234  | 5          |
| Partido Popular (PP)                     | 18,06 | 516   | 2          | 15,78 | 415   | 2          | 37,74 | 1120  | 5          | 40,81 | 1367  | 5          | 40,65 | 1365  | 6          | 54,49 | 1837  | 7          |
| Vox                                      | 15,78 | 451   | 2          | 7,68  | 202   | 1          | –     | –     | –          | –     | –     | –          | –     | –     | –          | –     | –     | –          |
| Izquierda Unida (IU)                     | –     | –     | –          | –     | –     | –          | –     | –     | –          | 3,43  | 115   | 0          | 5,84  | 196   | 0          | 8,13  | 274   | 1          |

## Evolución de la deuda viva municipal
El concepto de deuda viva contempla sólo las deudas con cajas y bancos relativas a créditos financieros, valores de renta fija y préstamos o créditos transferidos a terceros, excluyéndose, por tanto, la deuda comercial.
| Gráfica de evolución de la deuda viva del Ayuntamiento entre 2008 y 2023                                 |
| |
| Deuda viva del Ayuntamiento de Beas de Segura, en miles de euros, según datos del Ministerio de Hacienda |